# Барбаші (Псковська область)
Барбаші (рос. Барбаши) — присілок в Псковському районі Псковської області Російської Федерації.
Населення становить 91 особу. Входить до складу муніципального утворення Ядровська волость.

## Історія
Від 2015 року входить до складу муніципального утворення Ядровська волость.

## Населення
| 2001 | 2002 | 2010 | 2016 |
| ---- | ---- | ---- | ---- |
| 91   | ↘72  | ↘62  | ↗91  |